# Alpin skidåkning vid olympiska vinterspelen 1936

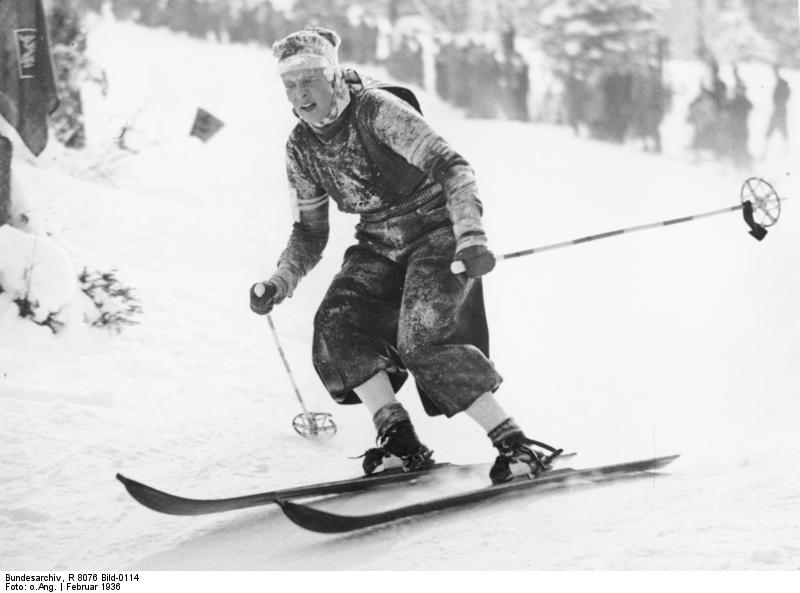
1936 var de alpina skidgrenarnas debutår i olympiska spel.

Vid olympiska vinterspelen 1936 i Garmisch-Partenkirchen, Tyskland, arrangerades alpin skidåkning för första gången vid ett olympiskt spel. Det tävlades enbart i kombination, för både damer och herrar.

## Medaljtabell
| Pl. | Nation    | Guld | Silver | Brons | Totalt |
| --- | --------- | ---- | ------ | ----- | ------ |
| 1   | Tyskland  | 2    | 2      | 0     | 4      |
| 2   | Frankrike | 0    | 0      | 1     | 1      |
| 3   | Norge     | 0    | 0      | 1     | 1      |

## Medaljer
| Gren               | Guld                     | Silver                       | Brons                      |
| Herrar Detaljer... | Franz Pfnür · Tyskland   | Gustav Lantschner · Tyskland | Émile Allais · Frankrike   |
| Damer Detaljer...  | Christl Cranz · Tyskland | Käthe Grasegger · Tyskland   | Laila Schou Nilsen · Norge |